# Еко-Україна (бюлетень)
«Еко-Украї́на» — інформаційний бюлетень Фонду Східна Європа.
Бюлетень створено у квітні 2008 року. Його мета—інформувати журналістів, громадських лідерів, представників місцевих органів влади та бізнесу про те, що компанії роблять для покращення екологічної ситуації в рамках програм соціальної відповідальності, а також про громадські та приватні ініціативи. Еко-Україна висвітлює події у таких напрямках: забруднення повітря, очисні технології, зміна клімату, залучення громади, енергозбереження та енергоефективність, екологічний менеджмент, моніторинг та оцінка стану навколишнього середовища, оцінка екологічних ризиків, «зелені офіси» та екобудинки, економія природних ресурсів, програми екологічної просвіти, сталий розвиток бізнесу, зниження кількості відходів та їх переробка.
Новини для інформаційного бюлетеня збираються з різних публічних джерел, зокрема від читачів.